# Thomas Hojsa

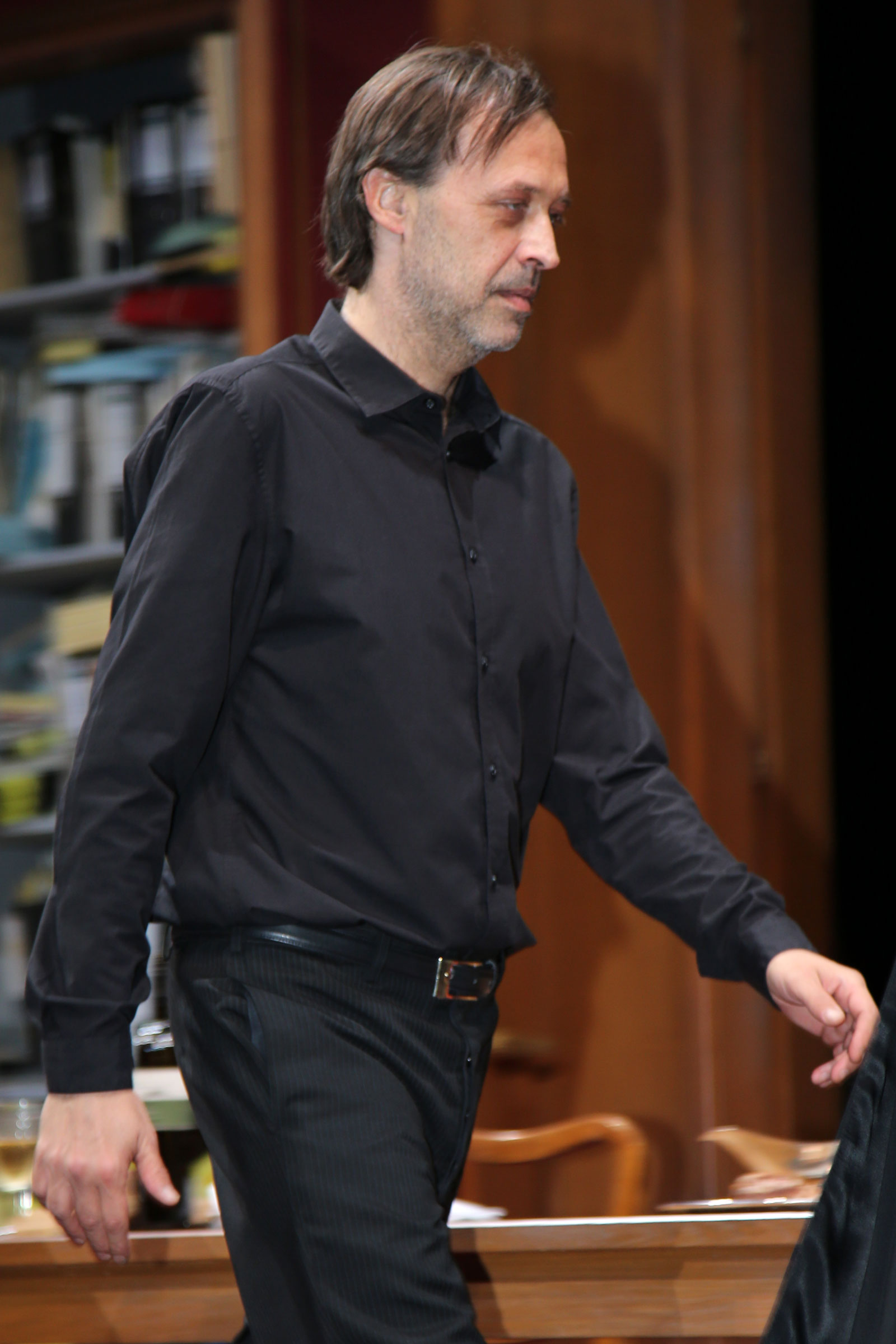
Thomas Hojsa (2015)

Thomas Hojsa, auch Tommy Hojsa oder Tomy Hojsa (geboren am 4. Jänner 1967 in Wien) ist ein österreichischer Komponist, Musiker und Wienerlied-Interpret.

## Leben und Werk
Hojsa ist Sohn der „Wienerliedlegende“ Walter Hojsa (1924–2019). Er ging in Wien-Brigittenau zur Schule und maturierte 1986. Danach begann er schriftstellerisch und kompositorisch zu arbeiten und gründete ein Tonstudio. Als Instrumentalist spielt er Klavier, Keyboard und Akkordeon, als Sänger steht er in der Tradition des Wienerlieds, die zu erneuern er sich bemüht.
Mit Helmut Emersberger, den er bereits in der Schulzeit kennen gelernt hatte, gründete er 1991 das Wienerliedduo „Hojsa-Emersberger“. Die beiden Volkssänger zählten 1993 zur Stammpartie der 10-teiligen ORF-Hauptabendproduktion Aufgspielt wird – In Joschi’s Beisl mit Karl Merkatz, die sie im gesamten deutschsprachigen Raum bekannt machte. Es folgten zahlreiche TV- und Radioauftritte und 1994 ein Gastauftritt in der Wiener Trilogie auf Georg Danzers CD Nahaufnahme. 1995 traten die beiden mit Neuvertonungen eines Jura-Soyfer-Dramenzyklus beim 1. Rorbaser Lesetheater in der Schweiz auf. Im selben Jahr vertonten die beiden Künstler auch Andreas Okopenkos Schwänzellieder und Lockergemachte und veröffentlichten diese 1996 unter dem Titel Mei Weanerlied in einer limitierten Kassetten-Ausgabe der Edition Freibord. 1999 verfassten sie mit Christian Qualtinger das Theaterstück Karajans Neffe oder Die Reise nach Linz, im Jahr 2000 gründeten sie mit Tini Kainrath (von den Rounder Girls) und Doris Windhager (von den Neuwirth Extremschrammeln) die Gruppe 1. Wiener Pawlatschen AG. Zeitweise verstärkte die Geigerin Barbara Konrad diese Formation. Für Kainrath schrieben die beiden das Erfolgslied Laß mi zu dir, für Windhager die Wiener Ballade Das Vogerl. Der Zusammenarbeit mit der HipHop-Formierung waxolutionists entsprang 2001 der FM4-Hit Wiener Gspia. Hojsa und Emersberger kreierten auch den höchst populären Song Badewaschl im Krapfenwaldbad und übernahmen den musikalischen Part bei zahlreichen Lesungen, u. a. von Fritz Muliar, Andreas Okopenko, Gerhard Rühm und Ernst Hinterberger.
Seit 2002 ist Hojsa zunehmend als Bühnenmusiker im Einsatz. Ab 2005 war er sechs Jahre lang als Pianist in der Karl Ratzer Night Club Band engagiert, ab 2007 trat er mit Emersberger und Ratzer in der Formation Jazz meets Wienerlied auf. 2012 war er neben Uschi Nocchieri und Christoph Lechner an Gerhard Blabolls CD I bin a Hernalser Bua beteiligt, die u. a. Die Ballade vom verliebten Tschick und die sentimentale Nummer Es gibt doch nix Schöners als Wien enthält. Hojsa war immer wieder auch an Crossover-Projekten interessiert und engagiert, wie beispielsweise 2013 bei einer Begegnung von African A-Cappella und
Wienerlied mit Insingizi und Rudi Koschelu beim 13. Kasumama Afrika Festival im Waldviertel. Im April 2014 trat er gemeinsam mit seinem 90-jährigen Vater Walter beim Festival wean hean auf.
Gemeinsam mit Rudi Koschelu und Kurt Girk trat er als Kurt Girk Trio auf.
Auch sein Sohn Niki Hojsa und seine Tochter Constanze Hojsa sind musikalisch tätig.

### Einsatz für Volksmusik, Wienerlied und Schrammelmusik
1996 war er gemeinsam mit Emersberger Produzent des Milleniumprojektes Musik der Regionen. Im Auftrag des Bundesministeriums für Unterricht und kulturelle Angelegenheiten erstellten die beiden eine Box mit zehn CDs authentischer Volksmusik aus ganz Österreich, die großteils bei den rund 200 interpretierenden Gruppen zu Hause aufgenommen wurde.
Neben dem Wienerlied beschäftigte sich Hojsa ab 1999 auch intensiv mit klassisch-wienerischer Instrumentalmusik, die allgemein als Schrammelmusik bezeichnet wird. Gemeinsam mit Emersberger verfasste er im Auftrag des Kulturamts der Stadt Wien die Studie Wienerlied 2003, in der die beiden Autoren eine Neupositionierung und Förderung dieser Kunstform forderten.

### Arbeit am Theater
Ab der Spielzeit 2001/02 wirkte Hojsa auch als Bühnenmusiker, zuerst in Off-Produktionen des Theater am Spittelberg, im Rabenhof Theater und im Wiener Lustspielhaus, ab 2003 aber auch am Theater in der Josefstadt, am Wiener Volkstheater, bei den Nestroy-Spielen Schwechat, den Festspielen Reichenau u. a. Er arbeitete überwiegend in Komödien und Volksstücken, für die Regisseure Philippe Arlaud, Florentin Groll, Peter Gruber, Adi Hirschal, Tim Kramer, Tamara Metelka, Nicholas Ofczarek, Ilse Scheer und Kurt Sobotka.
Als Matthias Hartmann 2013 – für die Salzburger Festspiele und anschließend fürs Wiener Burgtheater – Nestors Lumpazivagabundus inszenierte, bat er seinen langjährigen Theatermusiker Karsten Riedel, sich ein Team zu suchen. Riedel engagierte Bernhard Moshammer und Thomas Hojsa und begründete dies so: „Hojsa ist ein Wienerlied-Spezialist, er hat ein paar hundert Stücke im Kopf, spielt auch beim Heurigen. Er kann eine Menge erklären. Ich als Ruhrgebietler weiß ja gar nicht genau, worum es da geht.“
2014 war er – gemeinsam mit Matthias Jakisic – für die musikalischen Gestaltung der Salzburger Festspiel-Produktion Der letzten Tage der Menschheit verantwortlich. Dafür engagierte er die gesamte Blasmusikkapelle der Postmusik Salzburg, die großen Anklang bei Publikum und Presse fand. Regie führte – anstelle des ursprünglich vorgesehenen Matthias Hartmann – der Linzer Georg Schmiedleitner, die Produktion wird anschließend ins Repertoire des Wiener Burgtheaters übernommen.

### Fernsehen und Radio
Hojsa ist seit 1993 regelmäßig in Radio und Fernsehen präsent, als er gemeinsam mit Emersberger zur Stammpartie der 10-teiligen ORF-Hauptabendsendung Aufgspielt wird zählte. Im Jahr 2008 traten die beiden mit ihrer Formation 1. Wiener Pawlatschen AG in Karin Bergers TV-Dokumentation Herzausreisser – Neues vom Wienerlied (ORF) auf. Auch die mehrfache Teilnahme am wean-hean-Festival führte zu Präsenz in den audiovisuellen Medien. Schließlich wurde auch die Salzburger-Festspiel-Produktion des Lumpazivagabundus fürs Fernsehen aufgezeichnet und ausgestrahlt.

## Auszeichnung
- Robert-Stolz-Medaille

## Diskographie (Auswahl)
- Junge Buam spün oide Tanz, Bre-pro, 1991
- Hojsa-Emersberger 1, Bre-pro, 1995
- I bin a Hernalser Bua. Neue Wiener Lieder auf CD, mit Gerhard Blaboll, Christoph Lechner und Tommy Hojsa

## Filmografie
- 2018: Zauberer

## Nachweise
1. ↑  Hojsa, des schaff' ma! (Seite nicht mehr abrufbar, festgestellt im Mai 2019. Suche in Webarchiven)  Info: Der Link wurde automatisch als defekt markiert. Bitte prüfe den Link gemäß Anleitung und entferne dann diesen Hinweis., Ankündigung einer ORF-CD, abgerufen am 26. Juli 2014
2. ↑  Gerhard Blaboll (Memento des Originals vom 9. August 2014 im Internet Archive)  Info: Der Archivlink wurde automatisch eingesetzt und noch nicht geprüft. Bitte prüfe Original- und Archivlink gemäß Anleitung und entferne dann diesen Hinweis., Hörproben, abgerufen am 27. Juli 2014
3. ↑  13. Kasumama Afrika Festival (Memento des Originals vom 30. Juli 2014 im Internet Archive)  Info: Der Archivlink wurde automatisch eingesetzt und noch nicht geprüft. Bitte prüfe Original- und Archivlink gemäß Anleitung und entferne dann diesen Hinweis., abgerufen am 29. Juli 2014
4. ↑  Wiener Volksliedwerk, abgerufen am 29. Juli 2014
5. ↑  Michael Huber: Kurt Girk: "Aaa Liad scheena wia’s andere!" auf kurier.at vom 16. November 2015 (abgerufen am 26. Oktober 2016)
6. ↑  Hojsa, Kainrath, Emersberger feat. Niki Hojsa & Felix Hofer / Trio Lepschi, Donnerstag 17. März 2022 auf konzerthaus.at, abgerufen am 25. Oktober 2022.
7. ↑  VWPM trifft wean hean auf popularmusik.wien, 10. Juli 2021, abgerufen am 25. Oktober 2022.
8. ↑  Thomas Hojsa, Helmut Emersberger: Wienerlied 2003 – Eine Betrachtung zweier Ausübender im Auftrag der Kulturabteilung der Stadt Wien. (PDF; 90 kB) Kulturabteilung der Stadt Wien, 2003, archiviert vom Original (nicht mehr online verfügbar) am 20. März 2012; abgerufen am 30. Januar 2013.  Info: Der Archivlink wurde automatisch eingesetzt und noch nicht geprüft. Bitte prüfe Original- und Archivlink gemäß Anleitung und entferne dann diesen Hinweis.
9. ↑  Barbara Petsch: Riedel: „Mein Herz hängt an Reggae, Ska und Punk!“, Die Presse, 14. Juli 2013
10. ↑  ORF Wien: Wienerlied-Reigen mit jüdischem Schwerpunkt, 19. April 2012

| Personendaten    | Personendaten                                                |
| ---------------- | ------------------------------------------------------------ |
| NAME             | Hojsa, Thomas                                                |
| ALTERNATIVNAMEN  | Hojsa, Tommy; Hojsa, Tomy                                    |
| KURZBESCHREIBUNG | österreichischer Komponist, Musiker und Wienerlied-Interpret |
| GEBURTSDATUM     | 4. Januar 1967                                               |
| GEBURTSORT       | Wien                                                         |